# Panzerbrigade 2
Die Panzerbrigade 2 mit Stab in Braunschweig war eine Brigade des Heeres der Bundeswehr. Sie wurde 1993 außer Dienst gestellt. Ihre Truppenteile waren vor allem im südöstlichen Niedersachsen stationiert.

## Geschichte

### Vorgeschichte als Kampfgruppe in der Heeresstruktur 1
Zur Einnahme der Heeresstruktur 1 wurde zum 1. Juli 1956 die Kampfgruppe A 1 mit Standort des Stabes in der Scharnhorst-Kaserne in Hannover-Bothfeld neu aufgestellt. Die Kampfgruppe A 1 unterstand der 1. Grenadierdivision. Erste Wehrpflichtige wurden am 1. April 1957 einberufen. Anfangs waren die Grenadierbataillone 1 und 21 unterstellt, ab Frühjahr 1958 auch die Grenadierbataillone 11 und 61 sowie das Panzerbataillon 1.
Die Kampfgruppe A 1 gliederte sich entsprechend im April 1958 grob in folgende Truppenteile:
- Kampfgruppenstab Kampfgruppe A 1, Hannover
  -  Panzerbataillon 1, Augustdorf
  -  Grenadierbataillon 1, Hannover
  -  Grenadierbataillon 11, Wolfenbüttel
  -  Grenadierbataillon 21, Hannover
  -  Grenadierbataillon 61, Braunschweig

### Heeresstruktur 2
Zur Einnahme der Heeresstruktur 2 wurde zum 16. März 1959 die Kampfgruppe A 1 in die Panzergrenadierbrigade 2 umgegliedert. 1959 wurde der Stab in die Braunschweiger Hindenburg- / Heinrich der Löwe-Kaserne verlegt. Die Brigade bestand zu dieser Zeit aus:
- dem Panzergrenadierbataillon 21 (bisher Grenadierbataillon 21)
- dem Panzergrenadierbataillon 22 (bisher Grenadierbataillon 11 der Kampfgruppe B 1)
- dem Panzergrenadierbataillon 23 (bisher Grenadierbataillon 61 der Kampfgruppe B 1)
- dem Panzergrenadierbataillon 312 (bisher Grenadierbataillon 12)
- dem Panzerartilleriebataillon 25 (früher I./Feldartillerieregiment 1)
- dem Versorgungsbataillon 26 (Neuaufstellung)
- der Panzerpionierkompanie 20
- der Panzeraufklärungskompanie 20
- der Panzerjägerkompanie 20
- der Flugabwehrbatterie 20.

1960 wechselte das in Dedelstorf neu aufgestellte Panzerbataillon 24 zur Brigade. 1962 wurde die Panzeraufklärungskompanie 20 aufgelöst und als Panzerspähzug der Stabskompanie eingegliedert. Die Fla-Batterie 20 verließ 1966 die Brigade. Das Feldartilleriebataillon 25 wurde bald zum Panzerartilleriebataillon und die Panzerjägerkompanie 20 wurde aufgelöst.

### Heeresstruktur 3
In der Heeresstruktur 3 wurde die Brigade umgegliedert. Das Panzergrenadierbataillon 22 in Wolfenbüttel wurde 1972 aufgelöst und teilweise in das neu aufgestellte Beobachtungsbataillon 13 eingegliedert. Es wurde dem Artillerieregiment 1 in Hannover zugeordnet. 1972 wurde das Versorgungsbataillon 26 aufgelöst. 1973 verlor das Panzergrenadierbataillon 21 seine Funktion als Lehrbataillon der Heeresoffizierschule I in Hannover und wurde nach Verlegung nach Wesendorf der Panzergrenadierbrigade 2 unterstellt.
Die Brigade war 1972 Mittelpunkt der NDR-Dokumentation Unternehmen Manöver. Das Fernsehteam begleitete die (damals noch) Panzergrenadierbrigade 2 während des Manövers Spitzer Dolch auf dem Truppenübungsplatz Baumholder. Das Kamerateam bekam während der Panzerübung sogar eigene M113 Mannschaftstransportpanzer mit dem NDR-Logo zugeteilt und konnte somit die Fahrzeuge unmittelbar filmen.
Die Brigade erprobte ab 1976 bis 1977 in einem Truppenversuch das Modell 2 a der neuen Heeresstruktur 4. Dazu gab die Brigade das Panzergrenadierbataillon 21 an die Panzerbrigade 33 ab und stellte das Panzergrenadierbataillon 22 sowie das Panzerbataillon 23 neu auf.

### Heeresstruktur 4
1981 wurde die Brigade zur Panzerbrigade 2. 1981 unterstanden:
- die Stabskompanie
- das Panzerbataillon 21 (1981 aus Teilen des aufgelösten Panzergrenadierbataillons 22 aufgestellt)
- das Panzergrenadierbataillon 22 (1981 aufgelöst)
- das Panzergrenadierbataillon 23 (ab 1981 Panzergrenadierbataillon 22)
- das Panzerbataillon 23
- das Panzerbataillon 24
- das Panzerartilleriebataillon 25
- die Panzerjägerkompanie 20
- die Nachschubkompanie 20
- die Instandsetzungskompanie 20
- die Panzerpionierkompanie 20.

Die Brigade umfasste im Herbst 1989 in der Friedensgliederung etwa 2900 Soldaten. Die geplante Aufwuchsstärke im Verteidigungsfall betrug rund 3300 Soldaten. Zum Aufwuchs war die Einberufung von Reservisten und die Mobilmachung von nicht aktiven Truppenteilen vorgesehen. Zum Ende der Heeresstruktur 4 im Herbst 1989 war die Brigade weiter Teil der 1. Panzerdivision und gliederte sich grob in folgende Truppenteile:
- Stab/Stabskompanie Panzerbrigade 3, Braunschweig
  -  Panzerjägerkompanie 20, Braunschweig
  -  Panzerpionierkompanie 20, Braunschweig
  -  Nachschubkompanie 20, Braunschweig
  -  Instandsetzungskompanie 20, Braunschweig
  -  Panzerbataillon 21 (teilaktiv), Braunschweig
  -  Panzergrenadierbataillon 22, Braunschweig
  -  Panzerbataillon 23, Braunschweig
  -  Panzerbataillon 24, Braunschweig
  -  Panzerartilleriebataillon 25, Braunschweig

### Heeresstruktur 5 bis zur Auflösung
In der Heeresstruktur 5 unterstanden das Panzerbataillon 24, das Panzerbataillon 23, und zwei Panzergrenadierbataillon. 1992 wurde das Panzergrenadierbataillon 22 dem Panzergrenadierbataillon 12 unterstellt. 1992 wurden das Panzerartilleriebataillon 25, die Panzerpionierkompanie 20 und das Panzerbataillon 21 aufgelöst. Die Panzerbrigade 2 wurde im März 1993 deaktiviert und ist de facto aufgelöst.

## Kommandeure
Die Kommandeure der Panzergrenadierbrigade 2 bzw. der Panzerbrigade 2 waren (Dienstgrad bei Kommandoübernahme):
| Nr. | Name                                          | Kommandeur von     | Kommandeur bis     |
| --- | --------------------------------------------- | ------------------ | ------------------ |
| 20  | Oberst Wulf Wedde                             | 1. April 1991      | 31. März 1993      |
| 19  | Oberst Peter Rückbrodt                        | 1. April 1985      | 31. März 1991      |
| 18  | Oberst Ruprecht Haasler                       | 19. März 1982      | 31. März 1985      |
| 17  | Oberst Klaus Goldschmidt                      | 19. Dezember 1979  | 19. März 1982      |
| 16  | Oberst Carl-Helmuth Lichel                    | 1. April 1978      | 18. Dezember 1979  |
| 15  | Brigadegeneral Carlheinrich von Erdmannsdorff | 1. April 1974      | 31. März 1978      |
| 14  | Oberst Christian Schünemann                   | 24. Januar 1972    | 31. März 1974      |
| 13  | Brigadegeneral Lothar Domröse                 | 3. Oktober 1969    | 23. Januar 1972    |
| 12  | Oberst Klaus Görnandt                         | 5. November 1965   | 2. Oktober 1969    |
| 11  | Brigadegeneral Kurt Kauffmann                 | 23. September 1963 | 4. November 1965   |
| 10  | OTL Horst Zobel                               | 23. August 1963    | 22. September 1963 |
| 9   | Brigadegeneral Gerhard Wessel                 | 22. Oktober 1962   | 22. August 1963    |
| 8   | Brigadegeneral Oskar-Alfred Berger            | 5. Januar 196      | 21. Oktober 1962   |
| 7   | OTL Heinrich Heuer                            | 18. November 1960  | 4. Januar 1961     |
| 6   | Oberst Rudolf Buhse                           | 17. Juli 1959      | 17. November 1960  |
| 5   | OTL Heinrich Heuer                            | 1. Juni 1959       | 16. Juli 1959      |
| 4   | Brigadegeneral Ulrich de Maizière             | 6. Januar 1958     | 31. Mai 1959       |
| 3   | Oberst Helmut Funck                           | 1. November 1957   | 5. Januar 1958     |
| 2   | Oberst Christian Schaeder                     | 1. September 1956  | 31. Oktober 1957   |
| 1   | Oberst Hans-Reinhold Kahle                    | 1. Juli 1956       | 31. August 1956    |

## Verbandsabzeichen

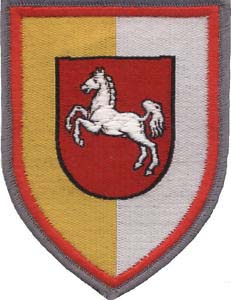
Gewebtes Verbandsabzeichen für den Dienstanzug

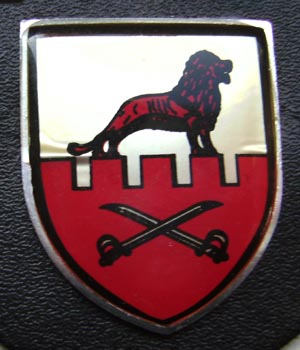
Internes Verbandsabzeichen des Stabes/Stabskompanie

Die Blasonierung des Verbandsabzeichens für den  Dienstanzug der Angehörigen der Panzerbrigade 2 lautete:
 Rot bordiert, von gold und silber gespaltener gotischer Hauptschild, belegt mit einem silbernen, springenden Ross in rotem, spanischen Mittelschild.
Die Tingierung des Schildes entsprach den „welfischen“ Farben der Flaggen des Königreichs und der Provinz Hannover. Das aufgelegte Schild mit dem Sachsenross auf rotem Grund entspricht dem Wappen Niedersachsens. Die Verbandsabzeichen der Division und der unterstellten Brigaden waren bis auf die Borde identisch. In der Tradition der Preußischen Farbfolge erhielt das Verbandsabzeichen der Panzerbrigade 2 als „zweite“ Brigade der Division einen roten Bord.
Da sich die Verbandsabzeichen der Brigaden der Division nur geringfügig unterschieden, wurde stattdessen gelegentlich auch das interne Verbandsabzeichen des Stabes bzw. der Stabskompanie pars pro toto als „Abzeichen“ der Brigade genutzt. Es zeigte gekreuzte Schwerter ähnlich der Abbildung an der Schirmmütze und einen Löwen auf einer Zinnenmauer ähnlich der Darstellung des Braunschweiger Löwen im Stadtwappen Hannovers.